# Po Rome
Po Rome (?-1651)  est un souverain du Royaume de Champā de la dernière dynastie Cham. Il règne de 1627 à 1651.

## Contexte
Po Rome est un chef Churu, originaire de l'actuelle district de Đơn Dương, dans la province de Lâm Đồng. Avant de parvenir au trône il  réside pendant plusieurs années au Kelantan. Il accède au trône en 1627 après la mort de Po Klong M'hnai et pacifie les relations entre les factions  Hindouistes et Musulmanes, de la communauté Cham.
Po Rome fait construire des barrages et des canaux pour développer l'agriculture dans le bassin du  Phan Rang. Pendant son règne le Champa commerce avec le Siam, le Cambodge, le Vietnam, Inde, monde malais, et même les Compagnies occidentales Française et Portugaise. Le Champa razzie aussi les régions occupées par les seigneurs Nguyễn.  Le gouverneur vietnamien de Phú Yên nommé  Văn Phong (文封) qui était un Cham, qui se révolte contre le seigneur Nguyễn en 1629, mais qui il est déposé par le général Nguyễn Hữu Vinh (阮有榮). La même année, Po Rome épouse la princesse  Nguyễn Phúc Ngọc Khoa (阮福玉誇), fille du seigneur Nguyễn Phúc Nguyên. 
En 1651, Po Rome meurt de blessures reçues à  Phú Yên pendant un affrontement entre les Cham locaux et les immigrants Việt. Son frère aîné Po Nraup luisuccède. Le peuple Cham  attristé par sa mort lui édifie
le Temple de Po Rome (vi), situé dans le  district de Ninh Phước, province de Ninh Thuận.

## Succession
Il laisse plusieurs fils dont Po Saut et  Po Saktiraydapatih qui seront ultérieurement rois mais sa succession est assuré par son demi-frère germain Po Nraup.